# Aleja drzew mieszanych przy ul. Biskupińskiej w Poznaniu
Aleja mieszana przy ul. Biskupińskiej – pomnik przyrody, zabytkowa aleja drzew mieszanych, rosnąca wzdłuż ul. Biskupińskiej, na Strzeszynie w Poznaniu, pomiędzy ul. Koszalińską, a doliną Bogdanki (Użytek ekologiczny „Bogdanka I”).
Aleja składa się z następujących gatunków: 40 (lub 43) jesionów wyniosłych, dwanaście lip drobnolistnych, jedenaście kasztanowców zwyczajnych, jedna robinia akacjowa, pięć dębów szypułkowych, jedna grusza pospolita, jeden klon zwyczajny i jeden wiąz szypułkowy - łącznie 72 (lub 75) drzewa zabytkowe. Z uwagi na fakt, że szpalery tworzy aż osiem gatunków drzew, jest to najbardziej zróżnicowany gatunkowo pomnik przyrody w Poznaniu. Większość drzew rośnie po wschodniej stronie ulicy, przy czym od strony ul. Koszalińskiej dominują jesiony z kasztanowcami. Obwody drzew to 371 i 448 cm (najokazalsze lipy), 300 cm – jesiony, 389 cm – wiąz. Wysokość: 18–21 m – lipy, 23 m – jesiony, 22 m – wiąz. Drzewa są zagrożone przez rosnący ruch samochodowy w wąskiej ulicy Biskupińskiej (otarcia). 
W pobliżu znajdują się: aleja dębowo-jesionowa przy ul. Jastrowskiej (zabytkowa), Stawy Strzeszyńskie, Strumień Strzeszyński, Budomel i przebiega szlak pieszy nr 3572.